# MUL.APIN
MUL.APIN — загальноприйнята назва двох клинописних табличок, що є компендіумом астрономічних та астрологічних знань Стародавнього Вавилону. Назва розшифровується як «Зірка/Плуг», де під «Плугом» розуміють перше з описаних сузір'їв, що відповідає сучасному Трикутнику і γ Андромеди.
MUL.APIN написано в стилі ранніх зоряних каталогів, так званих списків «По три зірки» (англ. Three Stars Each lists), але представляє розширену версію, що базується на точніших спостереженнях і датується бл. 1000 роів до н. е. Текст містить назви 66 зірок та сузір'їв, а також дає низку параметрів, таких як схід, захід та кульмінація. Ці параметри допомогли скласти базову карту зоряного неба Вавилонії.
Існують свідчення того, що третя, досі не виявлена, табличка була додатком до серії. Вважають, що вона починалася зі схоластичного пояснення небесних знамень.